# Grzybnica (powiat koszaliński)
Grzybnica (niem. Alt Griebnitz) – wieś w Polsce położona w województwie zachodniopomorskim, w powiecie koszalińskim, w gminie Manowo. W pobliżu znajdują się cmentarzyska Gotów, zamieszkujących niegdyś ten obszar.

## Nazwa
9 grudnia 1947 r. ustalono urzędową polską nazwę miejscowości – Grzybnica, określając drugi przypadek jako Grzybnicy, a przymiotnik – grzybnicki.